# Basílica de Saint-Denis
La basílica de Saint-Denis (en español, san Dionisio) es una iglesia del gótico primitivo o preclásico, célebre por ser la primera que se erigió en el estilo gótico, así como por ser el lugar de sepultura de la mayor parte de los reyes de Francia. Está situada en Saint-Denis, cerca de París. Tiene el estatuto de catedral (de la diócesis de Saint-Denis) desde 1966, aunque sigue funcionando como abadía, además del de basílica, dado que tiene oficialmente el título de basílica menor.

## Historia

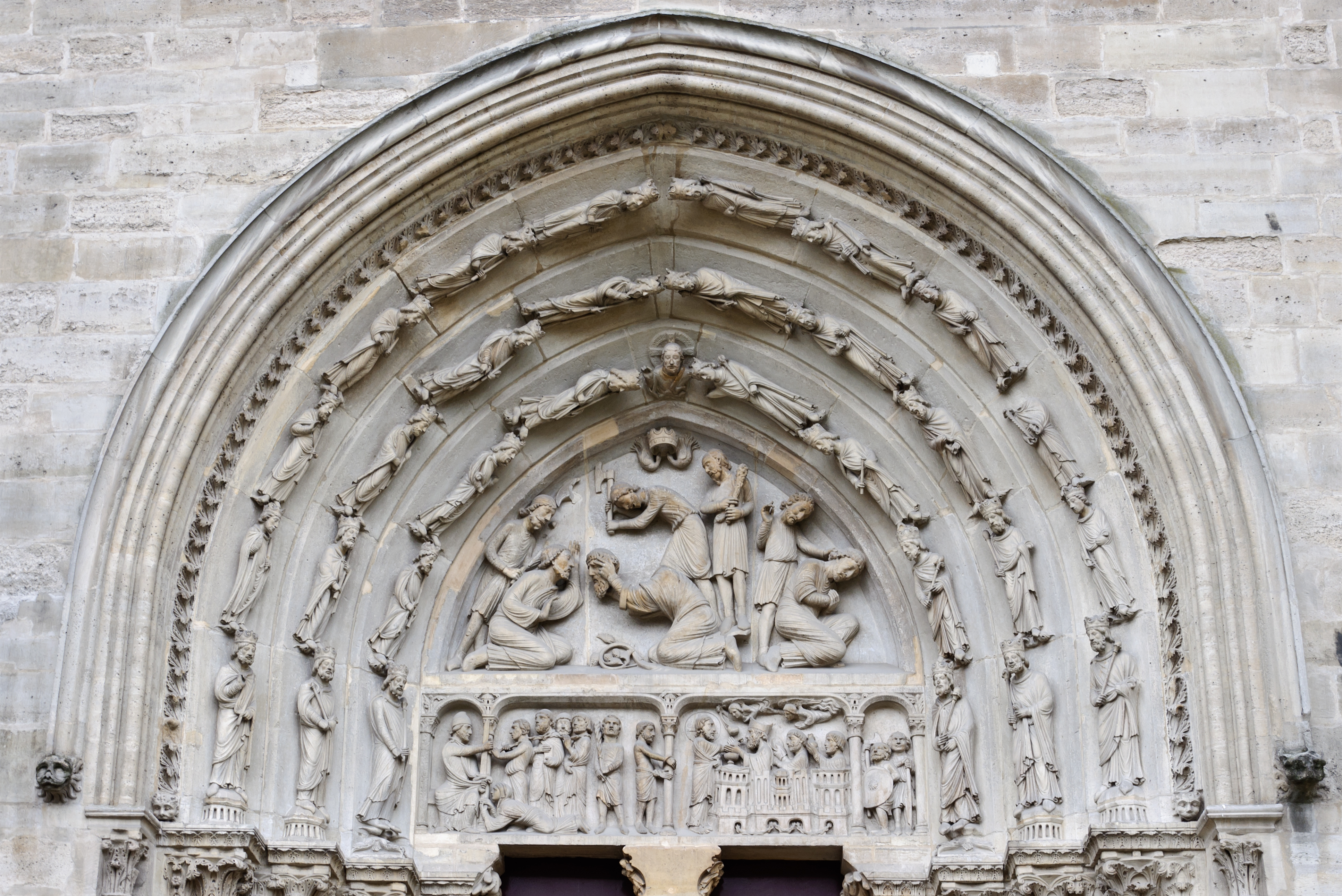
Arquivoltas y tímpano del portal norte.

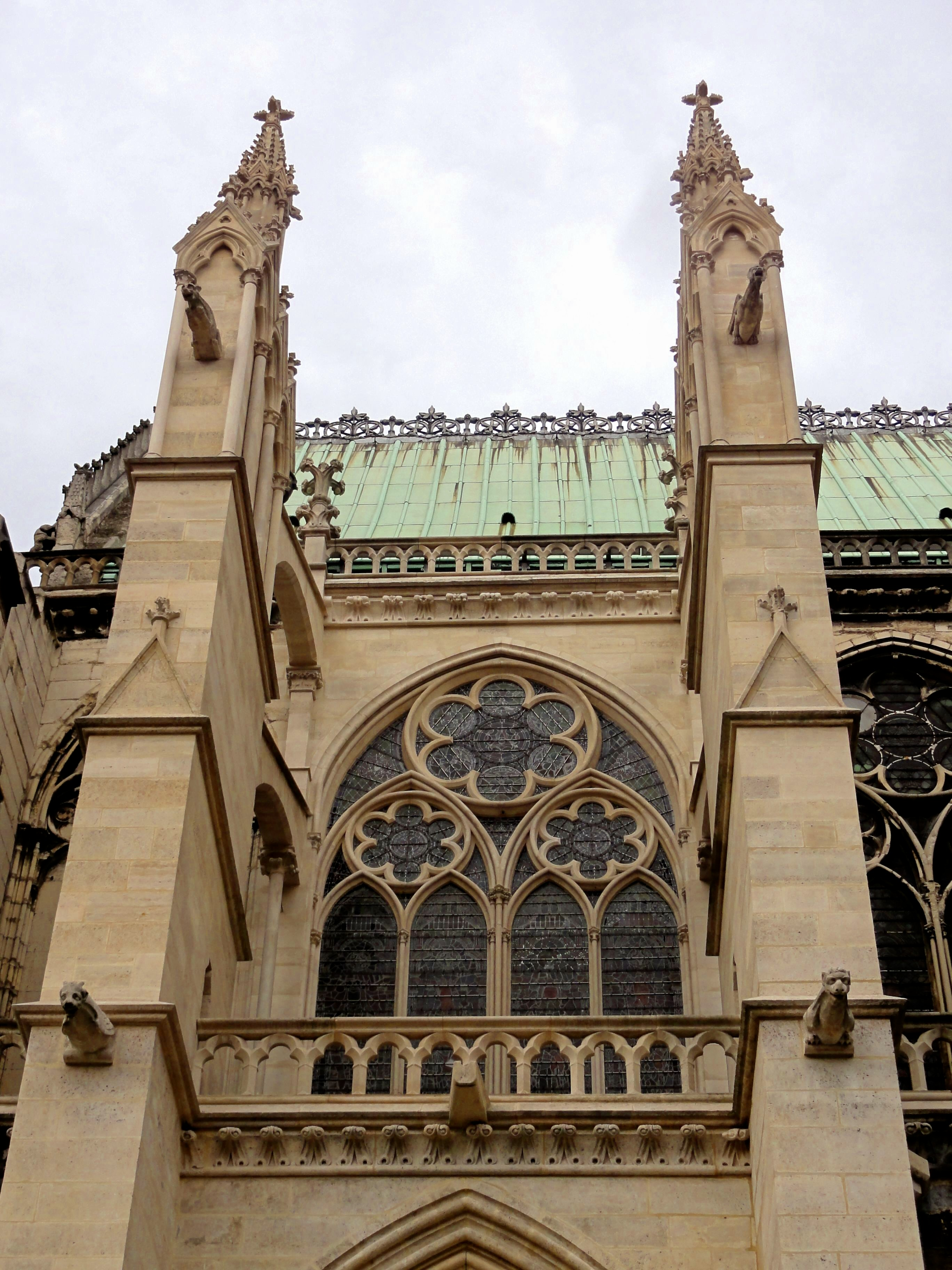
Contrafuertes y ventanal del exterior.

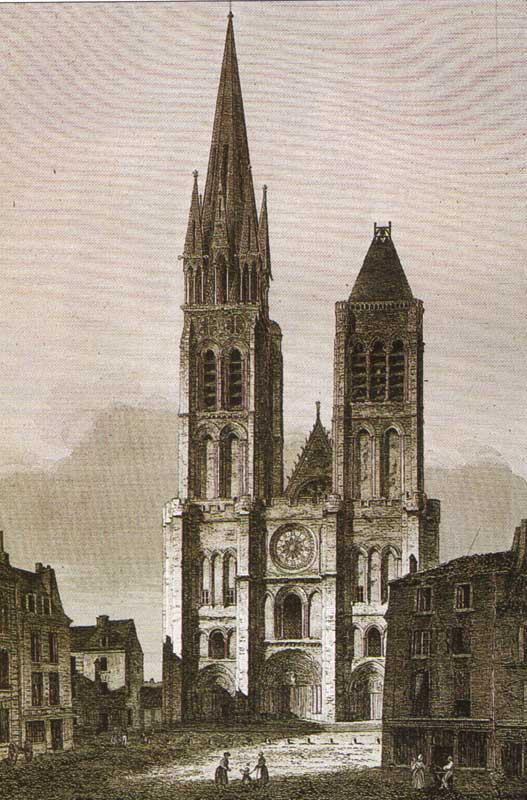
Fachada occidental, antes del desmantelamiento de la torre norte (hacia 1844-1845).

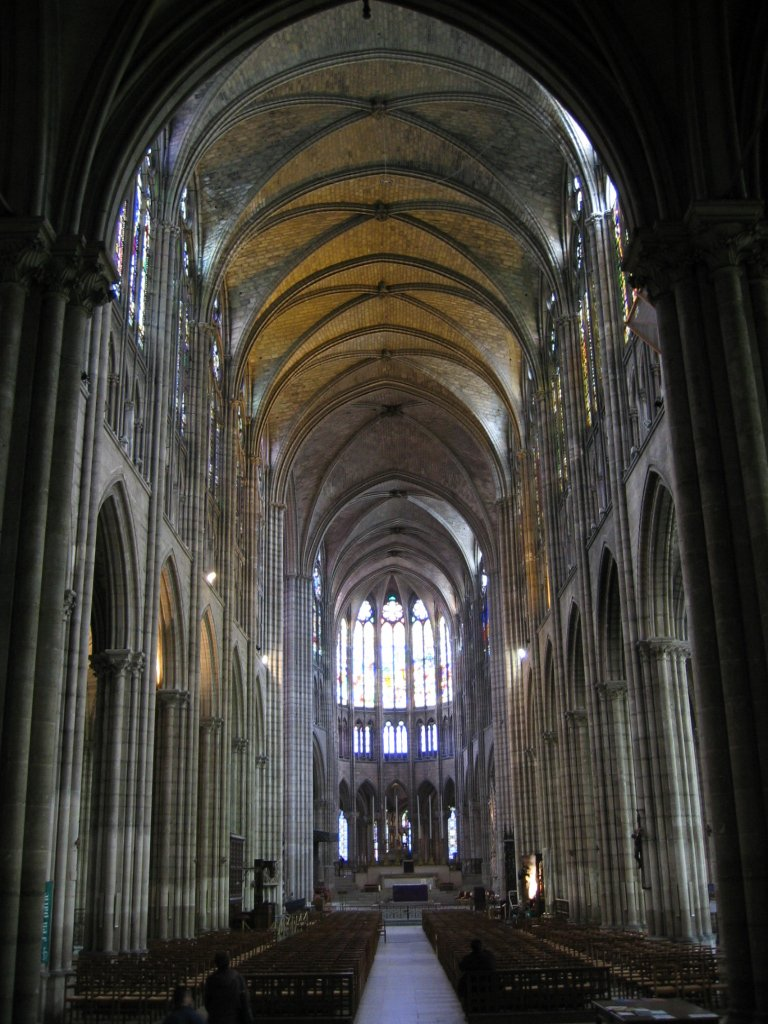
Interior de la basílica de Saint-Denis.

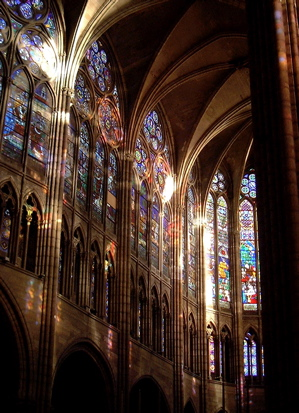
Nave noroeste a la puesta del sol.

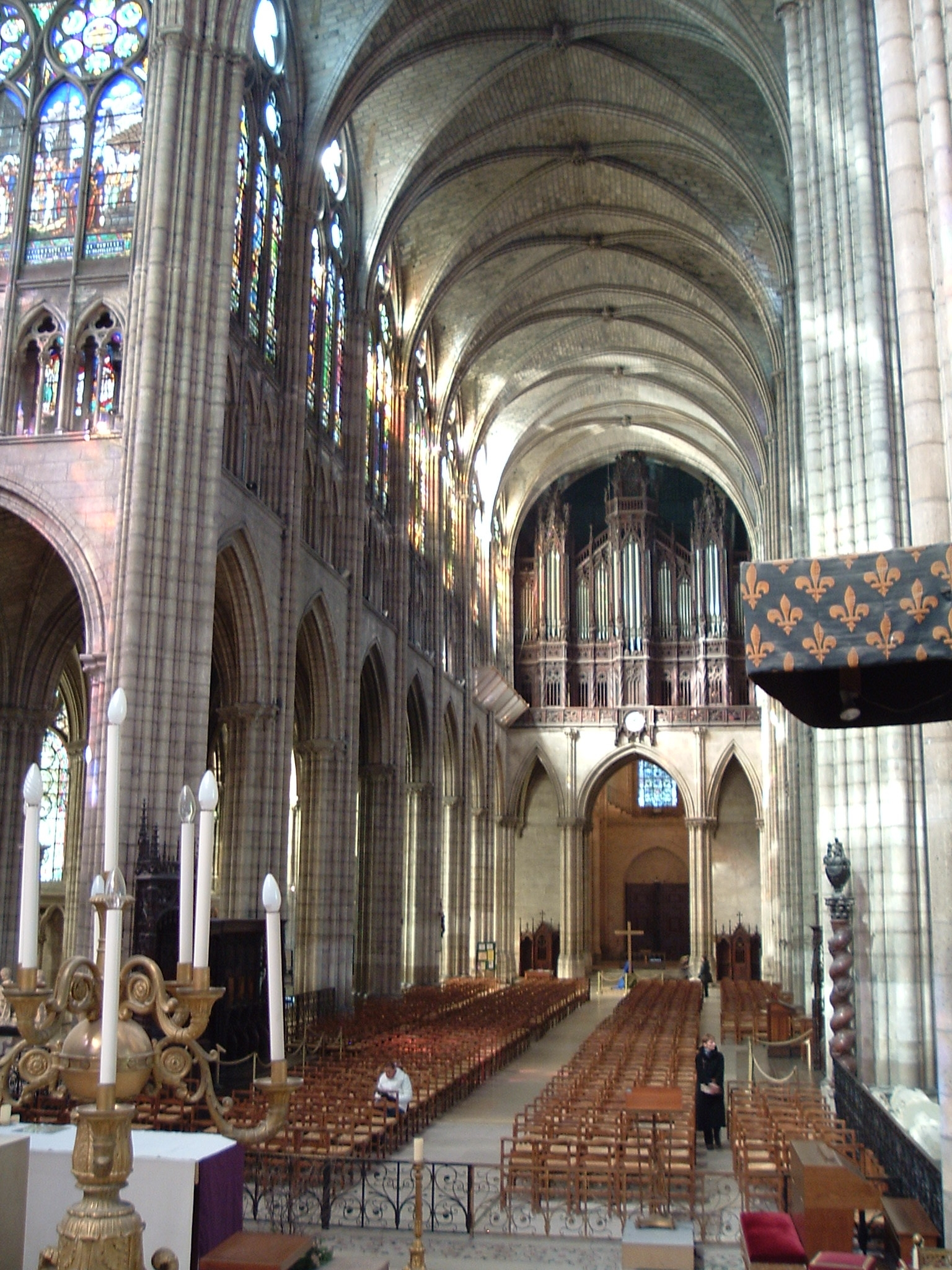
La nave y algunos sepulcros.

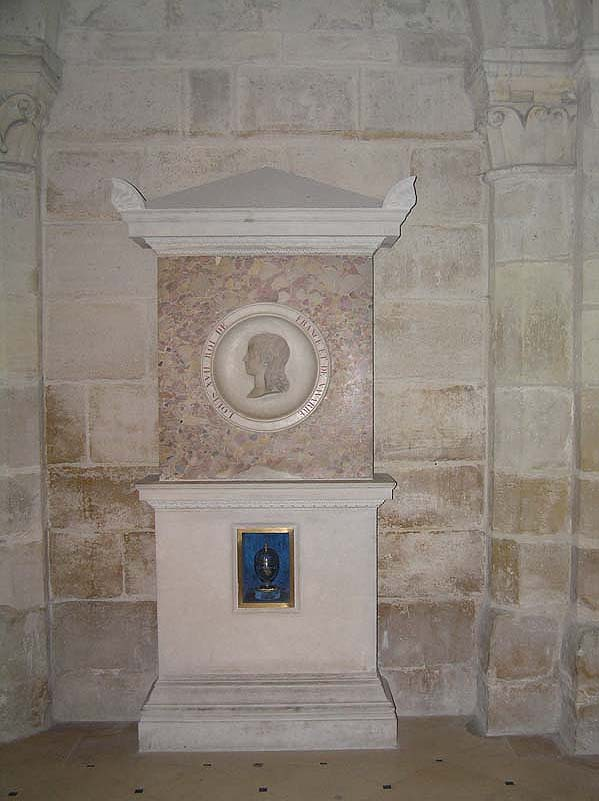
Lugar donde descansa el corazón de Luis XVII.

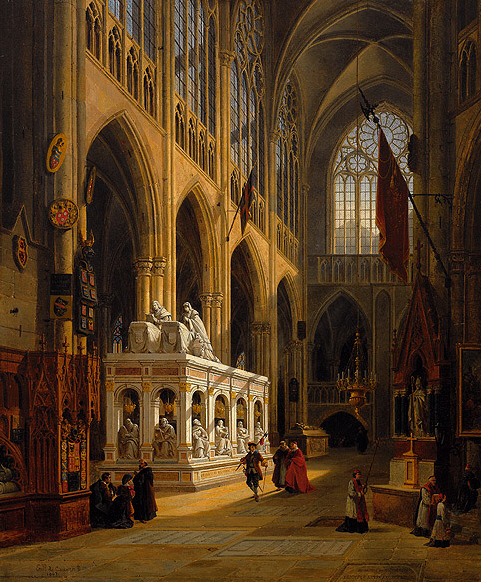
Mausoleo de Luis XII y Ana de Bretaña, acuarela de Emil Pierre Joseph de Cauwer (1867).

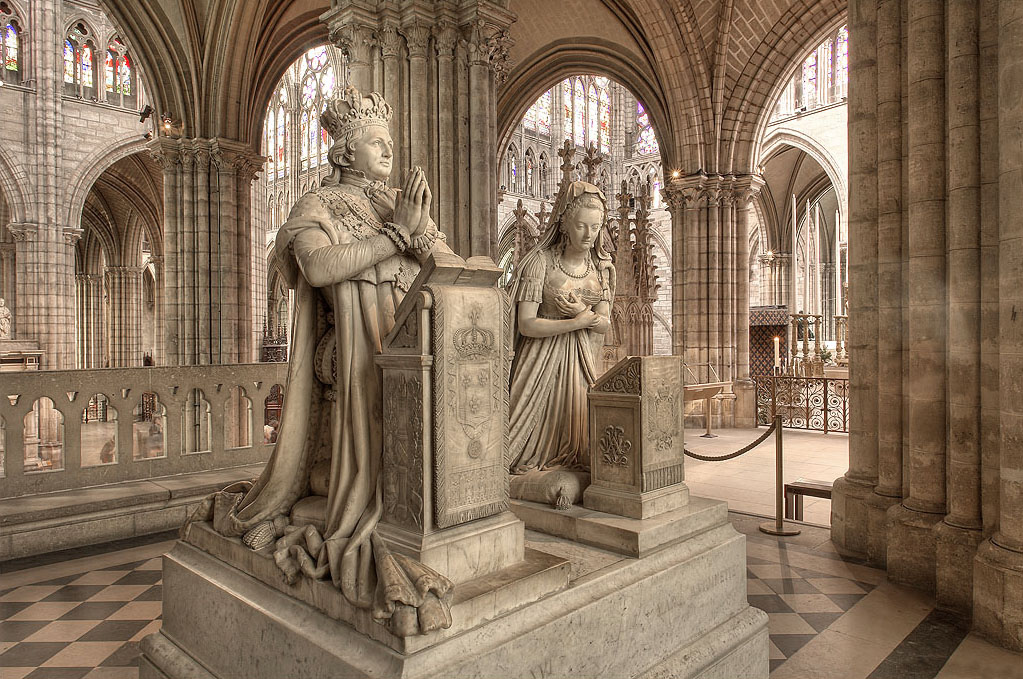
Cenotafio de Luis XVI y María Antonieta.

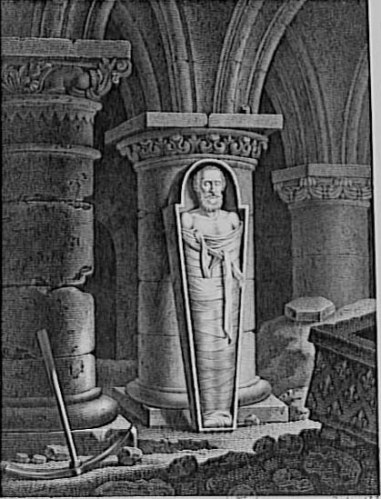
Litografía del cadáver de Enrique IV, expuesto en 1793.

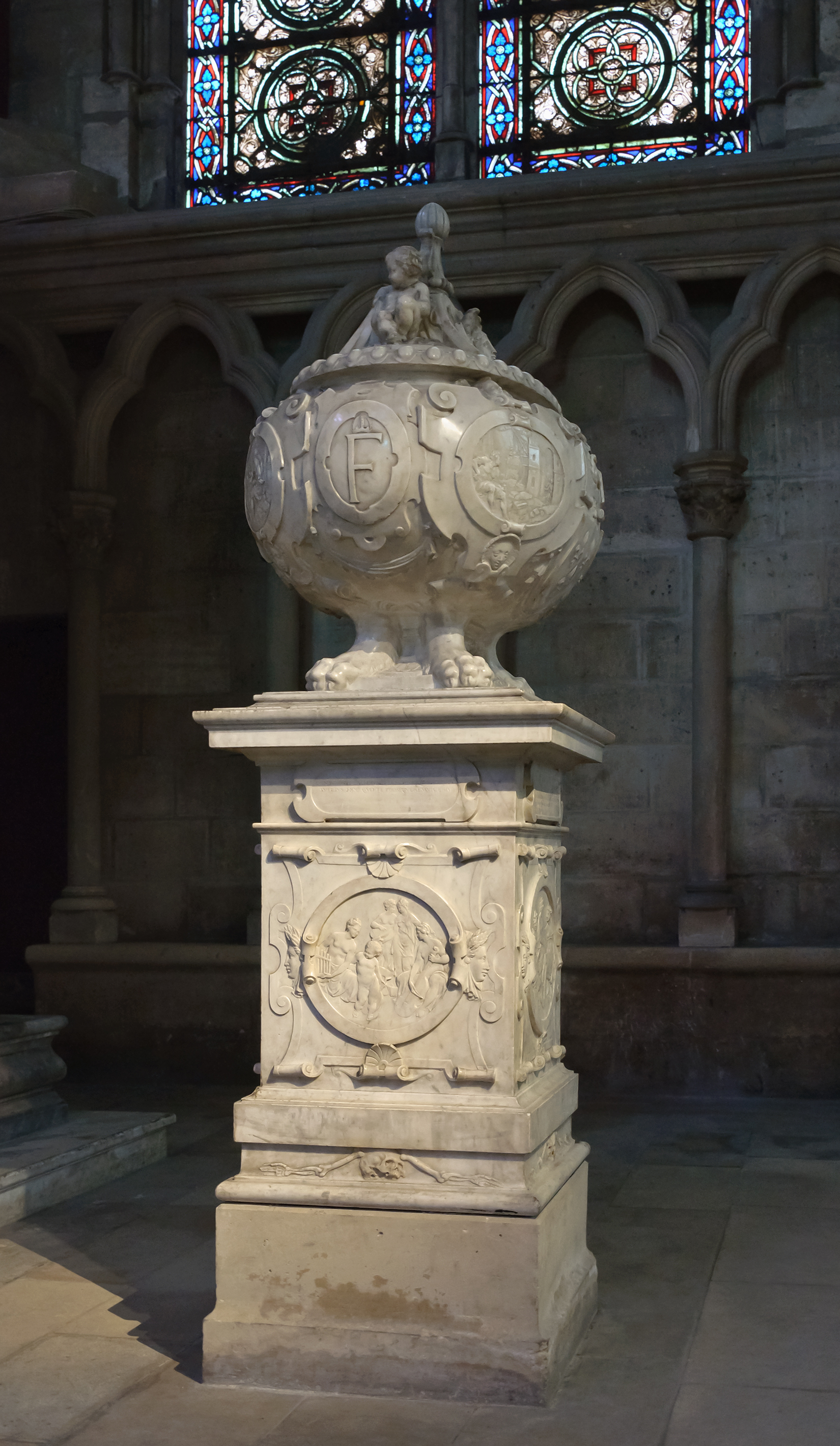
Monumento funerario para el corazón de Francisco I.

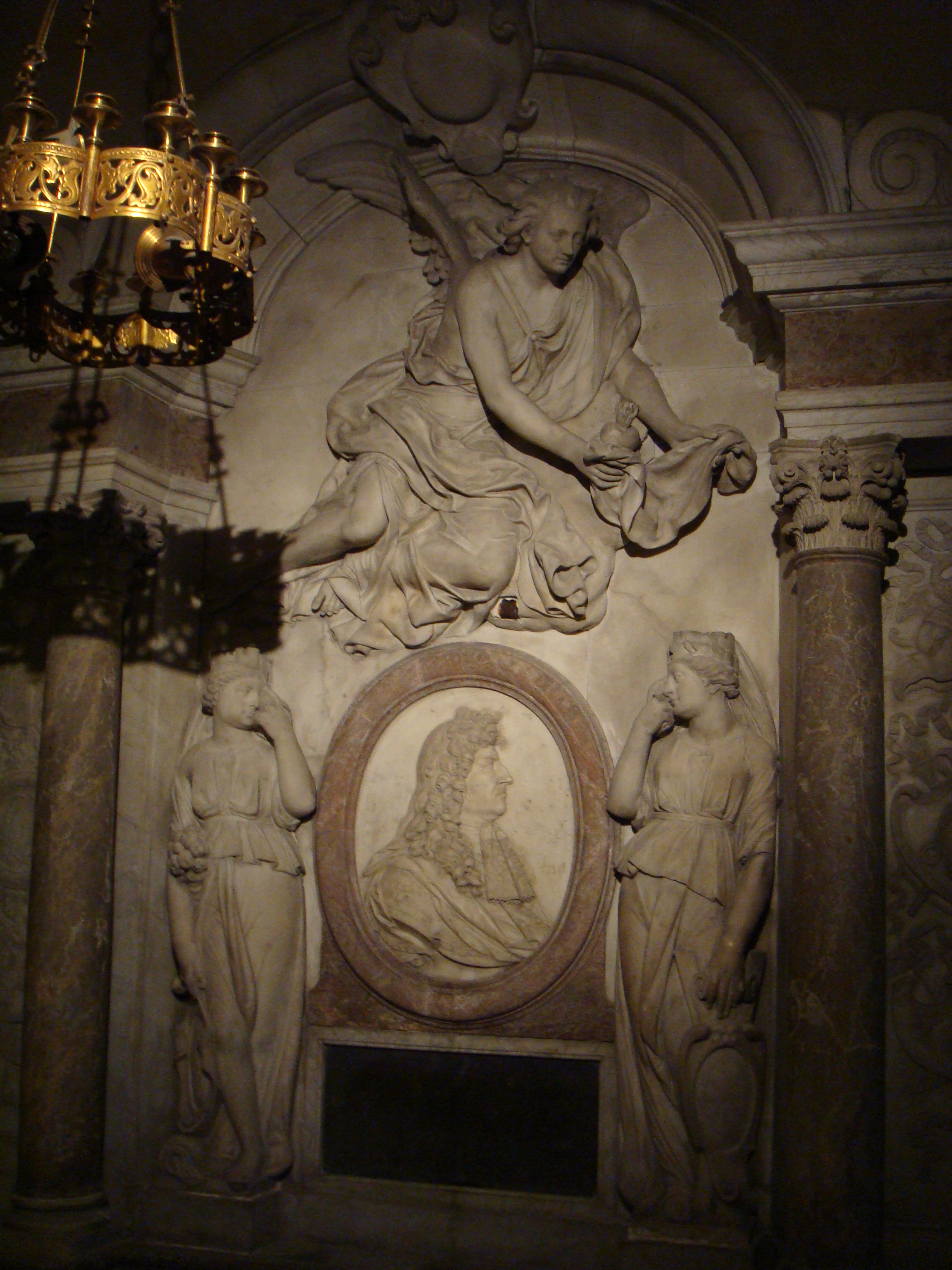
Sepultura de Luis XIV.

Ya desde el Bajo Imperio existía un cementerio en Saint-Denis. En el siglo IV se erigió un mausoleo en el mismo lugar en el que se encuentra hoy el altar mayor. En el siglo V, Santa Genoveva adquirió las tierras colindantes e hizo construir una iglesia, que fue ampliada dos veces durante la época merovingia, especialmente durante el reinado de Dagoberto I. Hacia el año 630 fue enterrado en ella San Dionisio (primer obispo de París) junto con dos de sus compañeros: el sacerdote Rusticus y el diácono Eleutherus. Hacia 750 se empezó a construir un nuevo santuario por orden de Pipino el Breve. Durante la época carolingia se construyó una iglesia en forma de basílica, con tres naves y un transepto, la cual fue renovándose con el transcurso de los años hasta el siglo XIV. Durante la primera mitad del siglo XII, el abad Suger, consejero de Luis VI el Gordo y de Luis el Joven, hizo derribar el deambulatorio carolingio y erigir la primera obra gótica. Las obras arquitectónicas fueron emprendidas entre 1140 y 1144. Con Suger la abadía adquirió más importancia; en ella se guardaban las regalías y se convirtió en una necrópolis real y dinástica.
Desde la muerte de Hugo Capeto, la basílica contiene las tumbas de los reyes de Francia, excepto la de Felipe I, que fue enterrado en el monasterio de Saint-Benoît-sur-Loire.
El primero de los reyes capetos, Hugo Capeto, fue abad laico de Saint-Denis, quien se aprovechó del potencial de la abadía para reforzar su poder.
El 22 de agosto de 1291, una bula del papa Nicolás IV, firmada en Orvieto, ratificó la bula de Celestino III que otorgaba a los religiosos de Saint-Denis el privilegio de no estar sometidos a ninguna sanción canónica viniera de quien viniere (excepto las de sus abades), sin que la misma tuviera una licencia especial del soberano pontífice.
Los reyes de Francia acudían a la abadía de Saint-Denis a orar y tomar la oriflama antes de ir a la guerra o a las cruzadas.
Durante las guerras de religión, los protestantes y los católicos se enfrentaron en 1576 en una violenta batalla, y en 1593 Enrique IV abjuró del protestantismo para ascender al trono.

## Saint-Denis y su patrimonio

### Arquitectura
Dagoberto I fue el primer rey que quiso ser enterrado en Saint-Denis. De hecho, y dada su condición de necrópolis de los reyes de Francia, la basílica ha jugado un importante papel en la historia del patrimonio de Francia.
En 1793 las sepulturas fueron profanadas, y los despojos se enterraron en un túmulo. Napoleón Bonaparte ordenó las primeras restauraciones en 1805. Durante la Revolución, los reyes fueron sepultados en un osario situado en la cripta. En 1816 Luis XVIII ordenó la reconstrucción de la necrópolis real. Los restos de los Borbones fueron devueltos a la cripta. Véase el proyecto: Capilla de los Borbones.
La basílica de Saint-Denis es la primera de la lista de los Monumentos históricos de 1840.
Lista de los arquitectos que participaron en la restauración de la basílica:
- 1813-1819: Jacques Célerier.
- 1819–1846: François Debret. Fue bajo la dirección de este arquitecto cuando se detectaron las grietas que habían aparecido en la torre septentrional, obligando a demolerla. Se pensó entonces que la escuela de Bellas artes no preparaba a arquitectos capaces de intervenir en la restauración de los edificios antiguos. A partir de ahí surgió la idea de la preparación específica para aquellos arquitectos que se dedicaran a restaurar los monumentos históricos construidos en esa época.
- 1846–1879: Eugène Viollet-le-Duc. Se hizo cargo de la restauración del edificio, salvándolo sin duda alguna de la ruina. Acabó la restauración rectificando gran parte de lo realizado por Debret y reorganizó las tumbas reales que todavía subsisten.

### Órgano
Otra de las numerosas obras de arte que se encuentran en la basílica es el primer órgano construido por Aristide Cavaillé-Coll. Este instrumento, construido en 1840 por Aristide cuando solo tenía veintitrés años, conlleva un número considerable de innovaciones que lo convierten en un prototipo único en el mundo, con el que se inicia la era del órgano romántico, aunque sea considerado, asimismo, como el órgano clásico francés. Dotado de la primera «máquina Barker», de sesenta y nueve juegos repartidos en tres teclados y pedalero, más cuatro teclados manuales, se conserva, casi íntegramente, en su estado original y es uno de los más hermosos instrumentos de Francia. Pierre Pincemaille, organista titular, ha grabado ocho CD en este instrumento y organizado numerosos conciertos entre 1989 y 1995, así como entre 2014 y 2017.

### Proyección e influencia
El historiador Georges Duby describió la basílica como un prototipo de la teología de la luz, definida por el Abad Suger, que tomó como modelo las doctrinas de pseudo Dionisio Areopagita. Esta teología fue utilizada para la construcción de las catedrales de Europa durante los siglos XII y XIII, dando origen a la arquitectura religiosa gótica.
La basílica fue declarada catedral después de la creación de la diócesis de Saint-Denis-en-France, en 1966.
A pesar de la reparación del presbiterio, el alcalde de Saint-Denis echó en falta que, aprovechando las Jornadas del Patrimonio de 2006, no se presentaran proyectos para la restauración de la fachada sur (14 millones de euros), de la piedra y los pórticos románicos de la fachada oeste, así como de los vitrales que fueron reemplazados por unos de plástico.

## Basílica y museo
La primera construcción era realmente de estilo románico. La abadía benedictina de Saint-Denis era un edificio prestigioso y rico, gracias a la intervención de Suger, abad de la misma de 1122 a 1151. Suger quería renovar la antigua iglesia carolingia para poner de relieve las reliquias de San Dionisio, situándolas en un nuevo coro: para ello era necesario una importante elevación de los ventanales que dejaban pasar la luz.
Suger decidió acabar la construcción de la iglesia principal de su abadía y se inspiró para ello en el nuevo estilo (que ya se percibía) en la catedral de Saint-Étienne de Sens.
En 1140 hizo construir un nuevo edificio occidental, inspirándose en los modelos normandos de la época romana, como la abadía de Saint-Étienne de Caen. En 1144, la consagración del coro de la basílica representó el advenimiento de una nueva arquitectura. Retomando el principio del deambulatorio a la capilla absidal y duplicándola, decidió yuxtaponer las capillas, antes aisladas, separándolas por un simple contrafuerte. Cada una de las capillas recibiría la luz a través de unos grandes ventanales gemelos decorados con vidrieras. El abovedado adoptó la técnica de la cruz de ojiva que permite repartir mejor la fuerza de las columnas.
Actualmente el monumento está abierto al público y está dividido en dos espacios:
- La nave y los laterales que sirven de iglesia en la que tienen lugar las ceremonias religiosas.
- El transepto, el coro, el deambulatorio y la cripta albergan un museo en el que hallan expuestas las tumbas de los reyes y reinas de Francia, así como las de muchos de sus servidores. El museo permanece cerrado durante las ceremonias religiosas. Son verdaderamente destacables los mausoleos de Luis XII, Ana de Bretaña, Francisco I y Enrique II.

### Reyes
- Dagoberto I
- Pipino el Breve
- Carlos el Calvo
- Luis III
- Odón
- Carlomán II
- Hugo Capeto
- Roberto II
- Luis VI
- Luis VII el Joven
- Felipe Augusto
- Luis VIII el León
- San Luis
- Felipe III
- Felipe IV el Hermoso
- Luis X el Obstinado
- Juan I el Póstumo
- Felipe V el Largo
- Carlos IV el Hermoso
- Felipe VI de Valois
- Juan II el Bueno
- Carlos V el Sabio
- Carlos VI el Loco
- Carlos VII
- Carlos VIII
- Luis XII
- Francisco I
- Enrique II
- Francisco II
- Carlos IX
- Enrique III
- Enrique IV
- Luis XIII
- Luis XIV
- Luis XV
- Luis XVI
- Luis XVII (sólo su corazón)
- Luis XVIII.

### Reinas
- Arnegonde de Worms, esposa de Clotario I
- Blanca de Castilla (1188-1252), esposa de Luis VIII
- Margarita de Provenza (1221-1295), esposa de Luis IX
- Isabel de Aragón (1247-1271) esposa de Felipe III
- Clemencia de Hungría (1290-1328), esposa de Luis X
- Juana de Évreux (1310-1371), esposa de Carlos IV
- Juana de Borgoña (1393-1348), esposa de Felipe VI de Valois
- Blanca d'Evreux (1330-1398), esposa de Felipe VI de Valois
- Juana de Borbón (1337-1378), esposa de Carlos V
- Isabel de Baviera-Ingolstadt (1370-1435), esposa de Carlos VI
- María de Anjou (1404-1463), esposa de Carlos VII
- Ana de Bretaña (1477-1514), esposa de Carlos VIII y segunda esposa de Luis XII
- Claudia de Francia (1499-1524), duquesa de Bretaña, primera esposa de Francisco I
- Catalina de Médici (1519-1589), esposa de Enrique II
- Margarita de Valois (1553-1615), primera esposa de Enrique IV
- María de Médici, segunda esposa de Enrique IV
- Ana de Austria (1601-1666), esposa de Luis XIII
- María Teresa de Austria (1638-1683), esposa de Luis XIV
- María Leszczynska, esposa de Luis XV. Su corazón reposa cerca de sus padres (Catalina Opalinska y Estanislao Leszczynski), en la iglesia Notre-Dame-de-Bonsecours de Nancy
- María Antonieta, esposa de Luis XVI.

San Luis se negó a la inhumación de Isambur de Dinamarca. Isabel de Hainaut, esposa de Felipe Augusto, fue enterrada en Notre Dame de París.

### Otros personajes inhumados
- Carlos Martel (m. 741).
- Bertrand Du Guesclin (m. 1380).
- Levon V, rey del reino armenio de Cilicia (1342-1393).
- Gaspar IV de Coligny, muerto en 1649 cuando acababa de ser nombrado mariscal de Francia.
- Arnaud Guillaume de Barbazan.
- Luis, el Gran Delfín (1661-1711), hijo de Luis XIV.
- Luis de Francia (1682-1712), hijo de Luis, el Gran Delfín.
- Carlos II de Alençon (transferido en el siglo XIX)
- María Luisa de Francia, (1728–1733), hija de Luis XV
- Felipe de Francia, hijo de Luis XV
- Teresa Felicita de Francia (1736–1744), hija de Luis XV.
- Luisa Isabel de Francia (1727-1759), hija mayor de Luis XV
- Ana Enriqueta de Francia (1727-1752), hija de Luis XV
- Luis Fernando de Francia (1729-1765), Delfín de Francia, hijo de Luis XV.
- Madame María Teresa (1746-1748), hija del Delfín Luis Fernando de Francia
- María Ceferina de Francia (1750-1755), hija del Delfín Luis Fernando de Francia
- Luis José Javier de Francia (1751-1761), hijo del Delfín Luis Fernando de Francia
- NN de Francia (1752), hija no bautizada (probablemente, muerta al nacer), del Delfín Luis Fernando de Francia.
- Javier de Francia (1753-1754), hijo del Delfín Luis Fernando de Francia
- Sofía Filipina de Francia (1734–1782), hija de Luis XV.
- Sofía de Francia (1776-1783), Mademoiselle, primera hija de Carlos X.
- María Teresa de Francia (1783), Mademoiselle de Angoulême, segunda hija de Carlos X.
- Luisa María de Francia (1737–1787), hija de Luis XV.
- María Sofía de Francia (1786-1787), Madame Sofía, segunda hija de Luis XVI.
- Luis José de Francia (1781-1789), delfín de Francia, hijo mayor de Luis XVI.
- María Adelaida de Francia (1732–1800), hija de Luis XV (transferida durante el reinado de su sobrino Luis XVIII)
- Victoria de Francia (1733–1799), hija de Luis XV (transferida durante el reinado de su sobrino Luis XVIII)
- Luisa Isabel de Artois (1817-1817), Mademoiselle, hija mayor de Carlos Fernando de Artois.
- Luis José de Borbón (1736-1818), príncipe de Condé, duque de Borbón, Enghien y Guisa.
- Luis de Artois (1818-1818), primer hijo de Carlos Fernando de Artois.
- Carlos Fernando de Artois (1778-1820), duque de Berry, segundo hijo de Carlos X.
- Luis Enrique José de Borbón-Condé (1756-1830), príncipe de Condé, duque de Borbón, Enghien y Guisa.

Además de estos personajes que se citan, también están inhumados todos los demás Hijos de Francia (Fils de France) y Nietos de Francia (Petit-fils de France) muertos en la infancia o que no contrajeron matrimonio con nobles o príncipes extranjeros, a excepción de Isabel de Francia, muerta durante la Revolución, enterrada en las catacumbas de París y no trasladada a Saint-Denis.

## Profanación de las tumbas reales
Para celebrar la toma de las Tullerías del 10 de agosto, tras la sesión del 31 de julio de 1793, un convencional, Bertrand Barère, propuso la destrucción de las tumbas. Dom Poirier, anciano benedictino de la abadía de Saint-Denis, fue nombrado comisario del Instituto y, en razón de su cargo, tuvo que asistir a la exhumación. En el mes de agosto tenía que llevarse a cabo la misma.
Dom Poirier fue el primer testimonio ocular de la primera exhumación y profanación de las tumbas reales (así como Alexandre Lenoir). En el mes de agosto se profanaron las tumbas de:
- Felipe III y de Isabel de Aragón
- Pipino el Breve
- Constanza de Castilla, esposa de Luis VII.

Pero fue realmente en octubre de 1793 cuando se procedió a la verdadera profanación de las tumbas reales según el testimonio de Dom Poirier que, durante el levantamiento del acta, sólo citó a los principales personajes:
12 de octubre:
- Enrique IV

14 de octubre:
- Luis XIII
- Luis XIV
- María de Médici
- Ana de Austria
- María Teresa de España
- Gastón de Orleans, hijo de Enrique IV
- Enrique de la Tour de Auvergne-Bouillon (Turenne). (Dom Poirier no lo menciona durante su proceso, pero otro testigo ocular presenció esta exhumación)

16 de octubre:
- Enriqueta María de Francia (1609-1669), esposa de Carlos I de Inglaterra
- Felipe de Orleans, regente de Francia
- Luis XV
- Carlos V
- Juana de Borbón

17 de octubre:
- Carlos VI
- Carlos VII
- María de Anjou
- Margarita de Francia, esposa de Enrique IV
- Francisco II
- Carlos VIII

18 de octubre:
- Enrique II
- Catalina de Médici
- Carlos IX
- Enrique III
- Luis XII
- Ana de Bretaña
- Juana II de Navarra, hija de Luis X
- Luis X
- Juan I
- Hugo el Grande, padre de Hugo Capeto
- Carlos el Calvo

19 de octubre:
- Felipe IV
- Dagoberto I
- Nantilde, esposa de Dagoberto I

20 de octubre:
- Bertrand Du Guesclin
- Bureau de La Rivière
- Francisco I
- Luisa de Saboya
- Claudia de Francia
- Pierre de Beaucaire, chambelán de Luis IX
- Mathieu de Vendôme, abad de Saint-Denis

21 de octubre:
- Felipe V
- Felipe VI de Valois

22 de octubre:
- Barbazan, chambelán de Carlos VII
- Luis de Sancerre, condestable de Carlos VI
- Suger
- el abad Troon

24 de octubre:
- Carlos IV

25 de octubre:
- Juan II
- Luisa de Francia, hija de Luis XV, llevada después al convento de las carmelitas

18 de enero de 1794:
- Margarita I de Borgoña, hija de Felipe V.

Dom Poirier no pudo encontrar los restos de algunos personajes como el del cardenal de Retz (muerto en 1679) o el de Alfonso de Brienne. Muchos cuerpos fueron encontrados en estado de putrefacción o reducidos a polvo. El cuerpo de Enrique IV se encontró en buen estado de conservación, debido a la momificación a la italiana que se le practicó, y fue expuesto en la entrada de la basílica para que lo contemplaran los que pasaran por allí.
Tras la subida al trono de Luis XVIII, en 1817 fueron exhumados los restos que habían sido enterrados en 1794 en una fosa común, apareciendo tres de los cuerpos decapitados; entre ellos se encontraba el de Enrique IV.
En 2008, un anciano que guardaba la cabeza del Rey desde 1955, la sacó a la luz, siendo analizada por un grupo multidisciplinar de científicos, que, por medio de rasgos distintivos, la edad, el sexo y superposiciones del rostro del mismo comprobaron que realmente correspondía a Enrique IV. La cabeza será enterrada de nuevo junto al cuerpo en la basílica.